# إدغار جونستون
إدغار جونستون (بالإنجليزية: Edgar Johnston) هو طيار مقاتل أسترالي، ولد في 30 أبريل 1896 في برث في أستراليا، وتوفي في 22 مايو 1988 في ملبورن في أستراليا.